# Bernhard Dexel
Bernhard Dexel (* 18. April 1919 in Jena; † 1. April 2000 in Hamburg) war ein deutscher Architekt.

## Leben

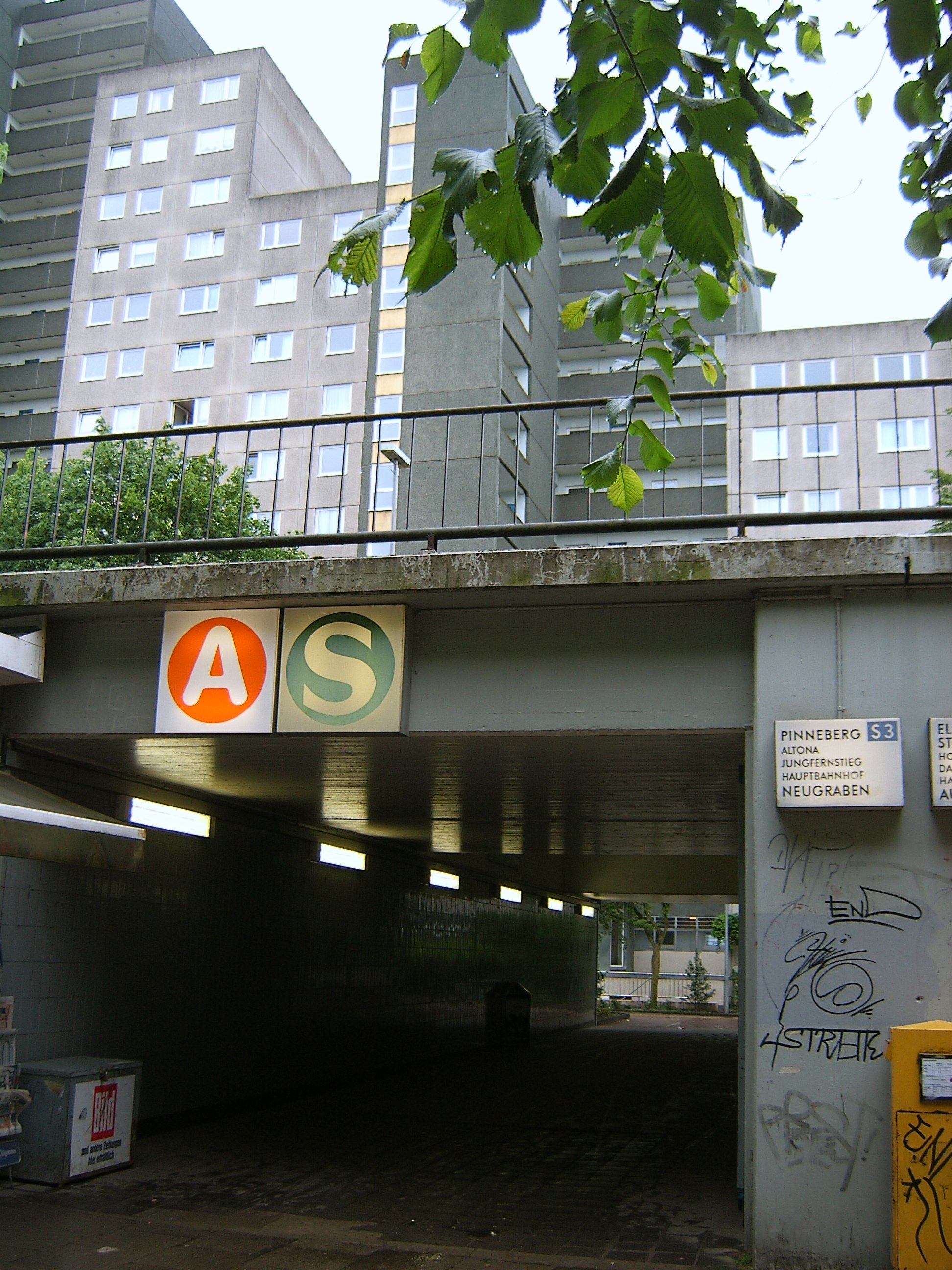
Die Linse mit Bahnhof Hamburg-Langenfelde

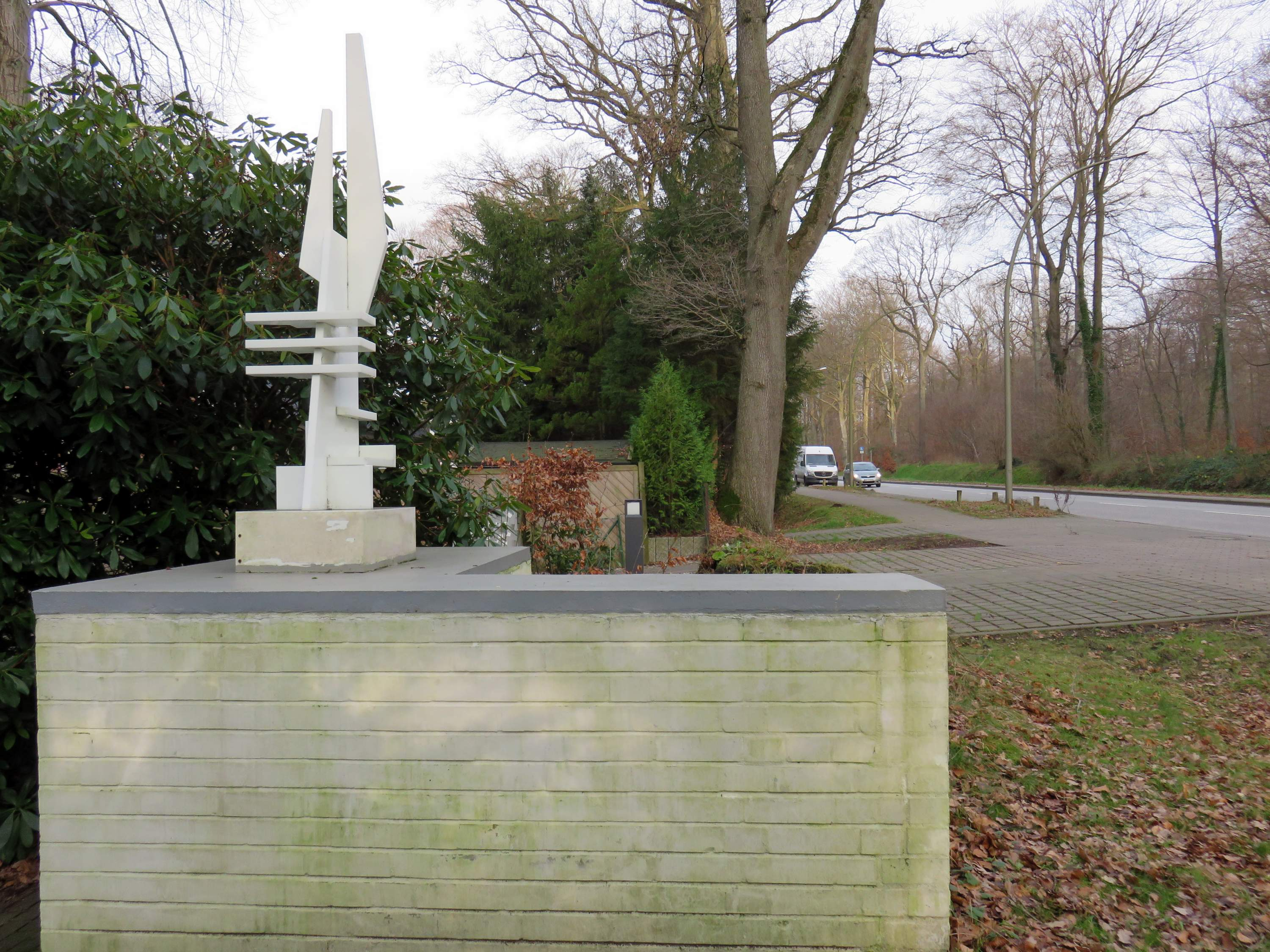
Plexi-Objekt 1982 in Hamburg-Volksdorf

Geboren als Sohn des Künstlers Walter Dexel leistete Bernhard Dexel von 1937 bis 1945 Arbeits- und Militärdienst. Von 1945 bis 1949 studierte er bei Friedrich Wilhelm Kraemer an der Technischen Hochschule Braunschweig. Danach war er Mitarbeiter in den Architekturbüros von Fritz Trautwein, Gustav Hassenpflug, Fritz vom Berg und Hans-Georg Tinneberg. Ab 1956 betrieb er ein eigenes Architekturbüro.
Seit den 1970er Jahren widmete er sich der bildenden Kunst.
Er wurde auf dem Waldfriedhof in Hamburg-Volksdorf beerdigt.

## Werk
- 1956–1964: Fabrikationsgebäude und Verwaltung der DAREX GmbH in Norderstedt
- 1958–1964: Sanierung der Falkenberg-Siedlung in Hamburg-Neugraben
- 1962–1964: Siedlung Julius-Vosseler-Straße in Hamburg-Lokstedt
- 1964–1973: Wohnhochhaus, Ladenzentrum und Fußgängerbrücke „Die Linse“ in Hamburg-Langenfelde